# یواس‌اس امانس (دی‌دی-۴۵۷)
یواس‌اس امانس (دی‌دی-۴۵۷) (به انگلیسی: USS Emmons (DD-457)) یک کشتی بود که طول آن ۳۴۸ فوت ۴ اینچ (۱۰۶٫۱۷ متر) بود. این کشتی در سال ۱۹۴۱ ساخته شد.